# Прециози, Амедео
Амедео Прециози (англ. Amedeo Preziosi, 2 декабря 1816 — 27 сентября 1882) — мальтийский художник и путешественник, известный своими акварелями и гравюрами, посвящёнными Балканам, Османской империи и Румынии.

## Биография
Амедео Прециози родился в 1816 году на Мальте в дворянской семье. Его отец, Джованни Франческо Прециози, занимал высокие посты в местной администрации. В 1802 году он представлял мальтийский народ на переговорах по Амьенскому договору. Мать Амедео, Маргарета Рейно, была француженкой.
Амедео был первым ребёнком в семье Прециози. Он был крещен в базилике Святого Доминика в Валлетте и получил имя Алоизий-Розарий-Амадей-Раймунд-Андреас. Его младший брат Леандро Прециози стал одним из пионеров ранней фотографии на Мальте.
Амедео с раннего возраста интересовался искусством. Его учителем был Джузеппе Хизлер, очень уважаемый художник на Мальте. Отец хотел, чтобы Амедео изучал право, и отправил его учиться на юридический факультет в Сорбонне. Но Амедео больше интересовался искусством и продолжил обучение живописи в Школе изящных искусств. После возвращения домой Амедео не нашел на Мальте подходящей среды для творчества. Его отец не одобрял его выбор карьеры. Поэтому Амедео решил покинуть остров и переехать на Ближний Восток, в регион, который хвалили коллеги-художники в Париже. Точный год, когда он уехал с Мальты в Стамбул, неизвестен, но предположительно это произошло между 1840 и 1842 годами.
Самые ранние из сохранившихся рисунков Стамбула, созданные Прециози, датируются ноябрем 1842 года. Два года спустя, в 1844 году, Роберт Керзон, личный секретарь британского посла в Стамбуле лорда Стратфорда Каннинга, поручил Прециози создать альбом под названием «Костюмы Константинополя». В настоящее время этот альбом находится в коллекции Британского музея.
В то время, когда почтовые открытки и фотография только зарождались, Прециози предлагал европейским туристам и гостям Стамбула рисунки города и его окрестностей. В 1858 году он решил издать свои наиболее популярные работы в виде литографий в парижской мастерской Лемерсье. Альбом хромолитографий под названием «Стамбул, Воспоминания о восточной жизни», переизданный в 1861 году как «Стамбул, Сувенир Востока», был нарисован самим Прециози на литографском камне. Позже он опубликовал второй альбом под названием «Сувенир Каира», в который вошли рисунки, сделанные им во время поездки в Египет.
Прециози женился на гречанке из Стамбула. У них было четверо детей: Матильда, Джулия, Екатерина и Роберто. Семья жила сначала в Хамалбаши Сокаги в Пере, а затем переехала в тихую деревню Сан-Стефано (сегодня Ешилькёй), подальше от городской суеты.
Прециози владел языками региона — греческим и турецким, а также основными европейскими языками — английским, французским и итальянским. Он работал заместителем драгомана в британском посольстве и первым драгоманом в греческой миссии.
Мастерскую Прециози регулярно посещали туристы, желавшие увезти домой сувенир из Стамбула. В апреле 1869 года среди его гостей был принц Уэльский Эдуард VII, будущий король Соединенного Королевства, который купил у него несколько акварелей. В 1866 году, будучи новым принцем Румынии, Кароль I посетил Стамбул, где встретился с Прециози и пригласил его в Румынию для создания акварельных пейзажей и портретов жителей страны.
Прециози прибыл в Румынию в июне 1868 года и начал рисовать сцены из Бухареста, а также из других мест по всей стране, в том числе несколько, на которых был изображен принц Карол I. Нарисованные им эскизы он позже превращал в акварели в своей мастерской в Стамбуле, а затем продавал принцу Румынии по цене от 300 до 1200 франков. В следующем году, с 30 мая по 15 июля, Прециози снова посетил Румынию. Его рисунки карандашом, тушью и акварелью можно найти в альбоме для рисования «La Valachie par Preziosi», который сейчас находится в Муниципальном музее Бухареста.
После возвращения из последней поездки в Румынию о жизни Прециози известно мало. Он продолжал заниматься своим искусством в Стамбуле, но по мере распространения фотографии его акварели становились все менее прибыльными. Фотография позволяла делать дешёвые и неограниченные тиражи копий с одного изображения.
Прециози погиб в результате случайного выстрела из ружья во время охоты. Похоронен на католическом кладбище в Ешилькёй, Стамбул.

## Наследие
После смерти его работы были забыты на десятилетия. В 1934 году его работы были снова представлены публике в Бухаресте. В 1985 году некоторые из них были показаны на посвящённой ему выставке в лондонском Музее Виктории и Альберта. В 2003 году Музей Бухареста организовал ещё одну выставку его работ.

## Работы
- Большой базар
- Шёлковый базар
- Повозка с арабским быком
- Кафе в Стамбуле
- Сама
- Стамбульские лодки
- Река Дымбовица в Бухаресте
- Визит Кароля I в монастырь Пасэреа[рум.], Валахия
- Албанские наёмники
- В турецком парке
- Продавец чая из «Сувенира из Каира» (1862)